# Vau (Óbidos)
Vau é uma povoação portuguesa sede da Freguesia de Vau do Município de Óbidos, freguesia com 32,90 km² de área e 936 habitantes (censo de 2021), tendo, por isso, uma densidade populacional de 28,4 hab./km².

## Demografia
A população registada nos censos foi:
| Distribuição da População por Grupos Etários | Distribuição da População por Grupos Etários | Distribuição da População por Grupos Etários | Distribuição da População por Grupos Etários | Distribuição da População por Grupos Etários |
| -------------------------------------------- | -------------------------------------------- | -------------------------------------------- | -------------------------------------------- | -------------------------------------------- |
| Ano                                          | 0-14 Anos                                    | 15-24 Anos                                   | 25-64 Anos                                   | > 65 Anos                                    |
| 2001                                         | 99                                           | 116                                          | 455                                          | 205                                          |
| 2011                                         | 125                                          | 84                                           | 507                                          | 236                                          |
| 2021                                         | 100                                          | 76                                           | 487                                          | 273                                          |